# Mirosław Marcinkiewicz
Mirosław Marcinkiewicz (ur. 5 kwietnia 1957 w Gorzowie Wielkopolskim) – polski urzędnik, menedżer i samorządowiec, w latach 2015–2016 przewodniczący sejmiku lubuskiego. Brat byłego premiera Kazimierza Marcinkiewicza.

## Życiorys
Uzyskał wyższe wykształcenie w Wyższej Szkole Pedagogicznej im. Tadeusza Kotarbińskiego w Zielonej Górze. Był m.in. dyrektorem generalnym urzędu wojewódzkiego i przewodniczącym rady nadzorczej Wojewódzkiego Funduszu Ochrony Środowiska i Gospodarki Wodnej, później został dyrektorem generalnym w Ministerstwie Łączności. W latach 2006–2016 pracował jako dyrektor oddziału banku PKO BP w Gorzowie Wielkopolskim. Zasiadał w radzie nadzorczej Lubuskiego Szpitala Specjalistycznego Pulmonologiczno-Kardiologicznego w Torzymiu.
W 2006 po raz pierwszy wybrany radnym sejmiku lubuskiego, kandydował z ostatniego miejsca listy Prawa i Sprawiedliwości; rok później przeszedł do Platformy Obywatelskiej. Z jej rekomendacji uzyskał reelekcję w 2010, 2014 (tym razem wchodząc na miejsce Macieja Pietruszaka, wybranego na burmistrza Drezdenka) oraz 2018. Został przewodniczącym Komisji Budżetu i Finansów. 12 listopada 2015, po odwołaniu Czesława Fiedorowicza, został przewodniczącym sejmiku. W kwietniu 2016 złożył rezygnację z zajmowanej funkcji, którą 16 maja tegoż roku ponownie objął Czesław Fiedorowicz; Mirosław Marcinkiewicz przeszedł wówczas na stanowisko wiceprzewodniczącego sejmiku, utrzymując tę funkcję również w kolejnej kadencji w 2018. W 2024 nie uzyskał reelekcji.

## Życie prywatne
Syn Teresy i Mariana. Ojciec był kierownikiem kin w Gorzowie Wielkopolskim, członkiem Polskiej Zjednoczonej Partii Robotniczej i działaczem Towarzystwa Przyjaźni Polsko-Radzieckiej. Brat Kazimierza, byłego premiera, i Arkadiusza, przez ponad 20 lat radnego miejskiego Gorzowa Wielkopolskiego.